# Jan Toužimský (politik)
Jan Toužimský (6. března 1851 Praha – 6. srpna 1918 Praha) byl rakouský knihařský podnikatel a politik české národnosti z Čech, poslanec Českého zemského sněmu.

## Biografie
Narodil se 6. března 1851 v Praze na Starém Městě jako třetí z pěti synů pražského knihvazače Jana Tauschimského (1813-1876) a jeho manželky Františky rozené Nidlové (*1813); některé zdroje nicméně uvádějí datum narození 1. března téhož roku.
Vyučil se nejprve prodavačem ("komptoirist"), oženil se a pak se doučil také knihařem. Působil jako vedoucí knihař na Novém Městě v Praze. Po otci spolu s bratrem Emanuelem (1853-1931) zdědili knihařský závod, který roku 1895 oslavil 50. výročí trvání. Od roku 1902 do roku 1904 byl činným členem Pražské obchodní a živnostenské komory v Praze. Byl též jednatelem řemeslnicko-živnostenské besedy v Praze.
V 80. letech se zapojil do vysoké politiky. V zemských volbách roku 1889 byl zvolen na Český zemský sněm, kde zastupoval kurii městskou, obvod Praha-Nové Město. Patřil k staročeské straně.
Zemřel v srpnu 1918 ve věku 67 let a byl pohřben na Olšanských hřbitovech.

## Rodina
2. června 1879 se v pražském kostele sv. Haštala oženil s Františkou Süssovou, dcerou horníka z obce Prameny (Klein Sangerberg) u Bečova nad Teplou. Měli šest dětí — syna Václava (1880-??), který se rovněž věnoval knihařství, a pět dcer.
Bratr Josef Jakub Toužimský (1848-1903) se proslavil jako novinář a spisovatel..